# 春風亭柳之助
春風亭 柳之助（しゅんぷうてい りゅうのすけ）は落語の名。過去に6人ほど確認されている。
- 麗々亭柳之助（柳の助とも） - 初代麗々亭柳橋門下。存在した時期は弘化から寛永頃。『落語家奇奴部類』、『大江戸昔噺連名家枝葉鏡』などに見える。
- 春風亭柳之助 - 後∶春天斎柳一
- 春風亭柳之助 - 後∶春風亭桃枝
- 春風亭柳之助 - 大正中期から昭和初期頃にかけて睦会の連盟、番付に見える。
- 春風亭柳之助 - 後∶五代目春風亭柳昇
- 春風亭柳之助（1951年8月20日 - ？） - 師匠である五代目春風亭柳昇の前名を貰ったが二ツ目で廃業。本名∶小林 正雄。
- 春風亭柳之助 - 本項にて記述。

春風亭 柳之助（1966年（昭和41年）9月27日 - ）は、落語芸術協会所属の落語家。本名∶荒木 大作。鹿児島県大口市（現・伊佐市）出身。出囃子は「恋の痴話文」。

## 経歴
鹿児島県立大口高等学校、日本大学法学部卒業。
1991年10月、五代目春風亭柳昇に入門し「柳作」を名乗る。翌年4月に初高座。
1996年4月、二ツ目昇進し師匠の前名「柳之助」と改名。2003年7月に師匠柳昇が死去したことに伴い兄弟子の九代目春風亭小柳枝門下へ移籍。
2006年5月に春風亭昇乃進、瀧川鯉朝と共に真打昇進。